# Welcome to my World
Welcome to my World is een Engelstalige single van de Belgische band X-Session uit 2001.
Op de B-kant van de single stond een remix van het liedje door Da Flip.
Het nummer verscheen op het album Back To Basics uit 2001.

## Meewerkende artiesten
- Producer
  - Marc Cortens
  - Flip Vanderputte
  - Wim Claes
- Muzikanten
  - Gene Thomas (zang)
  - Gina Brondeel (zang)